# یواس‌اس اوزاوکی (آی‌دی-۳۴۳۹)
یواس‌اس اوزاوکی (آی‌دی-۳۴۳۹) (به انگلیسی: USS Ozaukee (ID-3439)) یک کشتی بود که طول آن ۳۵۴ فوت (۱۰۸ متر) بود. این کشتی در سال ۱۹۱۸ ساخته شد.